# Сапогове
Сапо́гове (Сапогів) — село в Україні, у Луцькому районі Волинської області. Входить до складу Луцької міської громади. Населення становить 195 осіб.

## Історія
У 1906 році село Рожиської волості Луцького повіту Волинської губернії. Відстань від повітового міста 30 верст, від волості 20. Дворів 36, мешканців 215.
12 червня 2020 року, згідно з розпорядженням Кабінету Міністрів України  № 708-р, село увійшло до складу Луцької міської громади.

## Населення
Згідно з переписом УРСР 1989 року чисельність наявного населення села становила 195 осіб, з яких 94 чоловіки та 101 жінка.
За переписом населення України 2001 року в селі мешкало 189 осіб.

### Мова
Розподіл населення за рідною мовою за даними перепису 2001 року:
| Мова       | Відсоток |
| ---------- | -------- |
| українська | 98,46 %  |
| російська  | 1,54 %   |